# Fritz Rotter
Fritz Rotter (Viena, 3 de març de 1900 - Ascona, Suïssa, 11 d'abril de 1984) va ser un autor i compositor austríac.

## Biografia
Fritz Rotter es feu famós quan tenia 17 anys. Escrigué llavors diverses lletres de cançons per a nombrosos cabarets, entre ells el "Simplicissimus" a Viena. Durant la dècada de 1920 es va traslladar, com molts altres artistes d'aquella època a Berlín. Allà va treballar amb Robert Stolz, Ralph Benatzky i Rudolph Friml. Compongué cançons i bandes sonores de pel·lícules que conegueren gran èxit i fins i tot les seves cançons van ser interpretades per alguns artistes tan prestigiosos com Richard Tauber.
Amb tot el 1933 Rotter va haver d'abandonar la capital alemanya a conseqüència del clima antisemita que anava imposant-se de pertot. Primer es va dirigir cap a Àustria, però allà també s'estava propagant el feixisme. Hagué d'emigrar a Anglaterra el 1936 i l'any següent va decidir d'anar a refugiar-se als Estats Units. Va ser allà on va escriure guions per a nombroses pel·lícules i així treballà amb Franz Werfel, Fritz Kortner i Fritz Lang.
Després de la Segona Guerra Mundial va tornar a Europa. Es calcula que va escriure uns 1.200 textos abans de jubilar-se. Va morir d'un atac cerebral l'11 d'abril de 1984 a Ancona.